# NGC 4730
NGC 4730 је елиптична галаксија у сазвежђу Кентаур која се налази на NGC листи објеката дубоког неба.
Деклинација објекта је - 41° 8' 49" а ректасцензија 12h 52m 0,5s. Привидна величина (магнитуда) објекта NGC 4730 износи 12,7 а фотографска магнитуда 13,7. Налази се на удаљености од 46,4000 милиона парсека од Сунца. NGC 4730 је још познат и под ознакама ESO 323-17, MCG -7-27-3, DRCG 56-54, DCL 320, PGC 43611.